# Брезє (Церкниця)
Брезє (словен. Brezje) — поселення в общині Церкниця, Регіон Нотрансько-крашка, Словенія. Висота над рівнем моря: 628,6 м.